# Fritz Mangold
Fritz Mangold (* 2. März 1871 in Offenburg; † 25. März 1944 in Basel) war ein Schweizer Wirtschaftshistoriker und Politiker.

## Leben

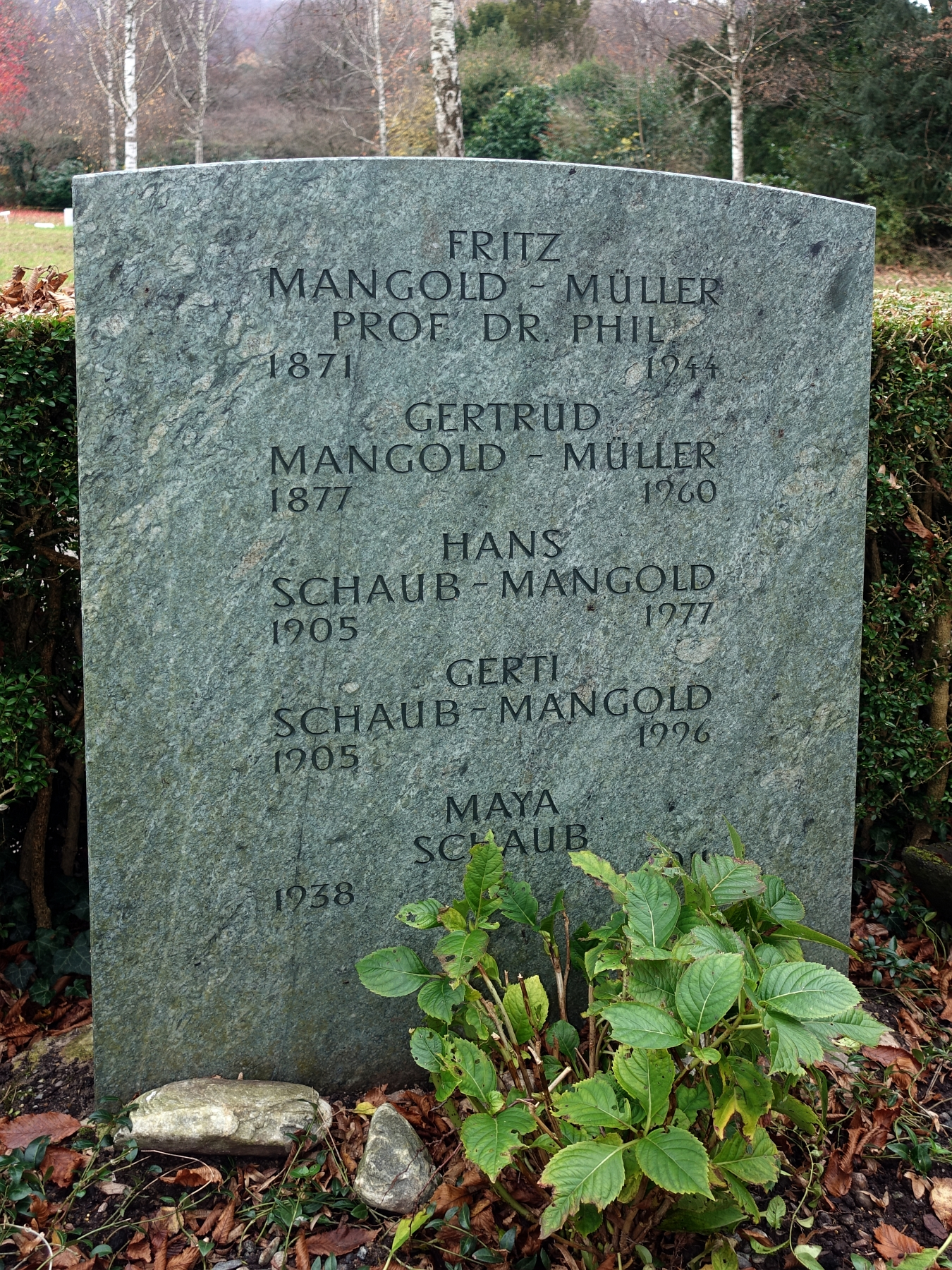
Grab, Friedhof am Hörnli

Fritz (Taufname: Friedrich Wilhelm) Mangold, Sohn eines deutschen Mechanikermeisters, wuchs in Basel auf und studierte ab 1888 zuerst Geisteswissenschaften (Soziologie), dann Nationalökonomie und Statistik an der Universität Basel. 1899/1900 promovierte er dort mit einer Dissertation über die Basler Mittwoch- und Samstagzeitung zum Dr. phil. 1891–1902 wirkte er als Lehrer und Rektor an der Bezirksschule Therwil. 1901–1910 war er erster Kantonsstatistiker des Kantons Basel-Stadt. 1910–1919 stand er als parteiloser Basler Regierungsrat dem Erziehungsdepartement vor. Wegen Verständnis für den Basler Generalstreik trat er 1919 von seinem Amt zurück. Ab 1917 war er nebenamtlicher Vorsteher des Eidgenössischen Fürsorgeamtes und stellvertretender Direktor des Eidgenössischen Amtes für Arbeitslosenfürsorge in Bern. 1921–1937 leitete er das Schweizerische Wirtschaftsarchiv in Basel. Zudem wirkte er ab 1921 als ausserordentlicher und 1928–1941 als ordentlicher Professor für Statistik an der Universität Basel, der er 1937–1938 als Rektor vorstand. Bei Kriegsausbruch 1939 wurde ihm die Leitung der baselstädtischen Zentralstelle für Kriegswirtschaft übertragen, die er bis zu seinem Tod innehatte.
In der Zwischenkriegszeit gehörte Fritz Mangold zu den einflussreichsten Sozialpolitikern der Schweiz, der dank seiner Radiovorträge eine grosse Popularität genoss. Er befasste sich unter anderem mit der Erstellung neuer statistischer Indikatoren, um soziale Spannungen zu entschärfen.
Seine letzte Ruhestätte fand er auf dem Friedhof am Hörnli.